# 馬格內特科夫 (阿肯色州)
馬格內特科夫（英語：Magnet Cove）是位於美國阿肯色州溫泉縣的一個人口普查指定地區。

## 地理
馬格內特科夫的座標為34°26′57″N 92°50′16″W / 34.44917°N 92.83778°W，而該地最高點為海拔高度150米（即492英尺）。

## 人口
根據2020年美國人口普查的數據，馬格內特科夫的面積為5.47平方千米，皆為陸地。當地共有人口692人，而人口密度為每平方千米126人。